# Enrique Beltrán Sanz
Enrique Beltrán Sanz   (Xert, 24 de desembre de 1924 - Castelló de la Plana, 2016) fou un químic i polític valencià.
Ha estat president del Casino Antic de Castelló. Fou un dels fundadors del Partit Popular a Castelló de la Plana, que més tard es va integrar en la UCD, partit amb el qual fou elegit diputat per la província de Castelló a les eleccions generals espanyoles de 1977. Entre 1979 i 1982 fou membre del Consell d'Administració de l'empresa Imepiel SA.
El 1982 abandonà la UCD i es va integrar en el Partit Demòcrata Popular d'Óscar Alzaga, partit que formaria la Coalició Popular (AP-PDP-UL) i pel qual fou escollit novament diputat per Castelló a les eleccions generals espanyoles de 1982.